# Chieftec

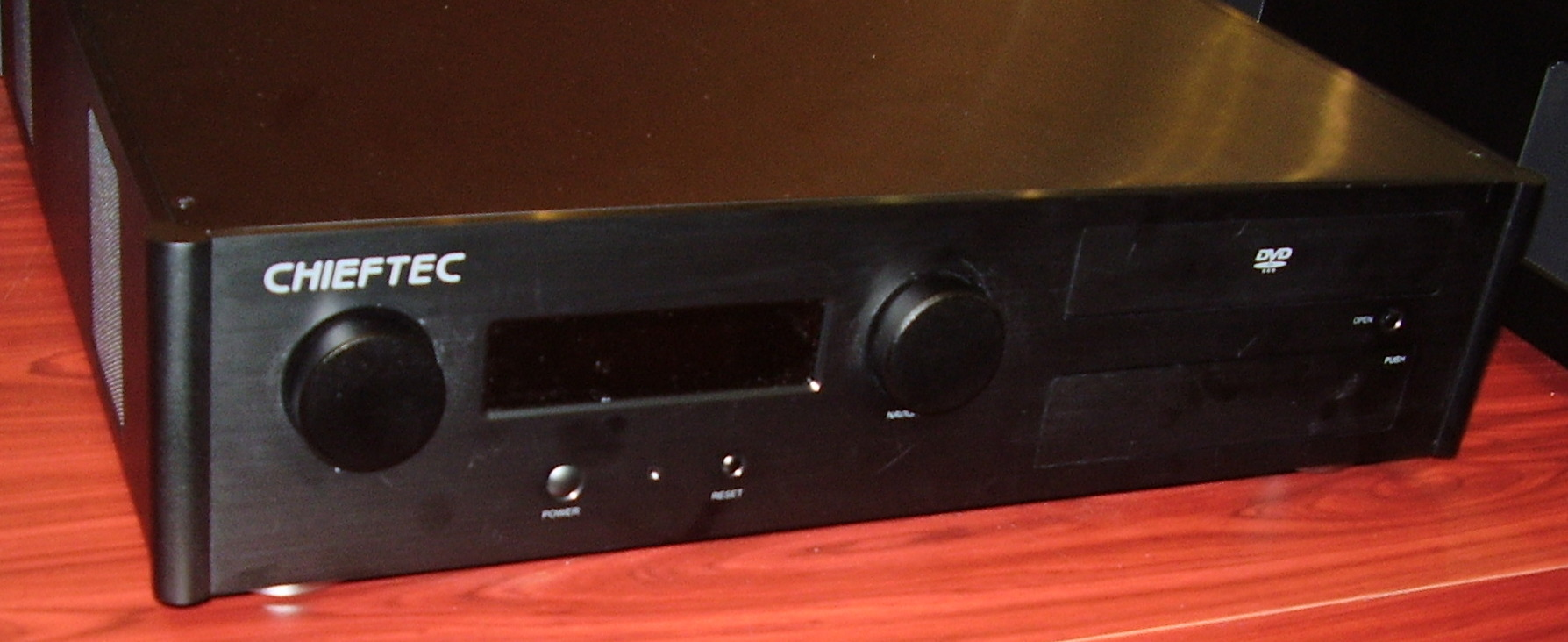
Obudowa typu HTPC

Chieftec Industrial Co., Ltd. – tajwańskie przedsiębiorstwo produkujące obudowy komputerowe, zasilacze i wentylatory.
Siedziba firmy znajduje się na Tajwanie, ale produkty wykonywane są w Chinach w prowincjach Guangdong i Zhejiang.
Od czasu wejścia firmy na rynek europejski Chieftec założył biura sprzedaży w Niemczech. Europejska centrala powstała w październiku 1994 w Düsseldorfie jako Arena Electronic GmbH.
W 2004 udział CHIEFTEC na całym świecie w obudowach wynosił 9,7%.
Firma prezentowała swoje produkty na targach Computex 2014 i 2015 oraz CeBIT 2015.